# Зерен (Росія)
Зере́н (рос. Зерен) — село у складі Газімуро-Заводського району Забайкальського краю, Росія. Адміністративний центр Зеренського сільського поселення.

## Населення
Населення — 227 осіб (2010; 249 у 2002).
Національний склад (станом на 2002 рік):
- росіяни — 99 %